# الانتهاكات الجنسية أثناء تحرير فرنسا
وُثقت الانتهاكات الجنسية أثناء تحرير فرنسا أثناء وبعد تقدم قوات الولايات المتحدة الأمريكية عبر فرنسا في مواجهة ألمانيا النازية في المراحل اللاحقة في الحرب العالمية الثانية.

## لمحة تاريخية
وضع غزو نورماندي في حزيران وعملية دراغون في الجنوب في آب أكثر من مليوني جندي من قوات الحلفاء الغربيين على طول جبه القتال في فرنسا في سنة 1944.
تبع ذلك تحرير فرنسا في 25 آب. دُفع معظم الجنود الألمان للتراجع إلى خط سيغفريد مع نهاية 1944، باستثناء القوات الألمانية في الجنوب الغربي (كالمتواجدة مثلاً حول بوردو) أو القوات المتواجدة في الموانئ. وحتى في عام 1946، بعد مضي شهر من يوم النصر في أوروبا، كان لا يزال حوالي 1.5 مليون جندي متواجدين في أوروبا. كان إسكان وإدارة آلاف الجنود الذي كانوا ينتظرون رحيلهم عبر السفن إلى أوطانهم مشكلة.
نشرت مجلة لايف تقريراً عن الرأي السائد بين الجنود الأمريكيين عن فرنسا كان هو «بيت هائل يقطنه 40 مليون متلذذ أمضوا كل وقتهم بالأكل، والشرب، وبممارسة الجنس وبشكلٍ عام لديهم جحيم من الوقت المناسب.»

## الإتهامات الفرنسية

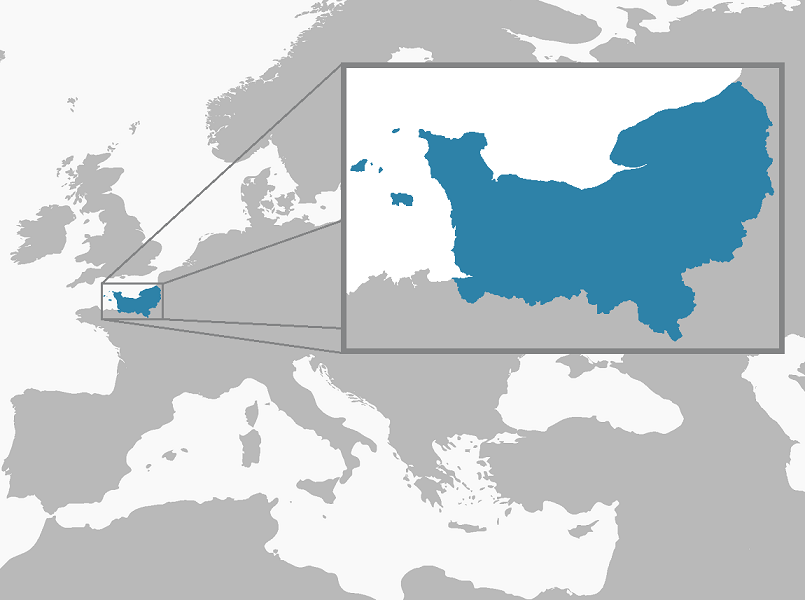
منطقة نورماندي

مع نهاية صيف 1944، بعد وقتٍ قصير من غزو نورماندي، بدأت النساء في نورماندي يشكين عن عمليات الاغتصاب على أيدي الجنود الأمريكيين. سُجلت مئات القضايا.
في 1945، بعد نهاية الحرب في أوروبا، كانت لو هافر مليئة بالجنود الأمريكيين ينتظرون عودتهم إلى الولايات المتحدة. كتب المواطنون في لو هافر إلى العمدة أن الشعب في لو هافر كانوا يتعرضون «للهجوم، وللنهب، وللأذى في الشوارع وفي بيوتهم» وأن «هذا نظام إرهاب، فرضه قطاع طرق يرتدون زياً رسمياً». قال صاحب مقهى في لو هافر شهادةً أدلى بها: «لقد توقعنا أصدقاءاً لم يكونوا ليجعلونا نشعر بالعار من هزيمتنا. وبدلاً من ذلك، كان هنالك سوء الفهم، والغطرسة، وأخلاق سيئة بشكل لا تصدق، وتبختر المحتلين». كان هذا التصرف شائعاً أيضاً في شربورغ-أوكتفل. ذكر أحد السكان: أن «مع الألمان، كان على الرجال أن يموهوا أنفسهم؛ لكن مع الأمريكيين، كان علينا أن نخفي النساء».
ارتكب الجنود الأمريكيون 208 عملية اغتصاب وحوالي 30 جريمة قتل في إقليم المانش. اغتصب رجال فرنسيون نساءاً نظروا إليهن كمتعاونات مع الألمان.

## للاطلاع على المزيد
- Virgili، Fabrice (2002). Shorn Women: Gender and Punishment in Liberation France. Berg Publishers. ISBN:1859735843. مؤرشف من الأصل في 2020-01-25.
- Lilly، J. Robert (2007). Taken by Force: Rape and American GIs in Europe in World War II. Palgrave Macmillan. ISBN:0-230-50647-X.
- Hitchcock، William (2009). The Bitter Road to Freedom: A New History of the Liberation of Europe. Free Press. ISBN:1439123306. مؤرشف من الأصل في 2020-01-25.
- Wieviorka، Olivier (2010). Normandy: From the Landings to the Liberation of Paris. Belknap Press of Harvard University Press. ISBN:0674047478. مؤرشف من الأصل في 2020-01-25.

## روابط خارجية
- Author Interview:Mary Louise Roberts، الإذاعة الوطنية العامة، 31 مايو 2013